# Brauerei Brinkhoff
Die Brauerei Brinkhoff GmbH ist ein Brauereiunternehmen in Dortmund, das zur Radeberger Gruppe der Dr. August Oetker KG gehört.
Der Name entstand 2002 durch Umbenennung der Dortmunder Union-Ritter-Brauerei zu Ehren des Gründungsbraumeisters der Dortmunder Union-Brauerei, Fritz Brinkhoff.
Ihr bekanntestes Produkt ist das Pilsner Bier BRINKHOFF’s No.1, das seit 1977 nach dem Originalrezept von 1887 von Fritz Brinkhoff in Dortmund gebraut wird und hauptsächlich im Ruhrgebiet in Einzelhandel und Gastronomie erhältlich ist. Seit der Übernahme des Unternehmens durch Brau und Brunnen und der Stilllegung der Brauerei in Dortmund-Lütgendortmund im Jahr 2006 wird das Bier in der Dortmunder Actien-Brauerei gebraut.
Neben dem Pils werden auch die Biermischgetränke Brinkhoff’s Radler und Brinkhoff’s Cola + Bier sowie das alkoholfreie Bier Brinkhoff’s Alkoholfrei vertrieben.
Seit dem 1. Juli 2008 besitzt die Brauerei Brinkhoff das alleinige Bierausschankrecht bei den Spielen von Borussia Dortmund im Signal Iduna Park.